# Bobby Seale
Bobby Seale (ur. 22 października 1936 w Dallas, Teksas) – amerykański działacz społeczny i przeciwnik segregacji rasowej, jeden z założycieli Czarnych Panter.
Zainspirowany ideami Malcolma X w 1966 wspólnie z Hueyem P. Newtonem założył Partię Czarnych Panter której to został przewodniczącym. Przez cały okres działalności był inwigilowany przez FBI. Na początku lat 70. wraz z nasilonymi represjami wobec działaczy walczących z rasizmem i segregacją rasową wymiar sprawiedliwości próbował go powiązać z działalnością o charakterze przestępczym. Odsiedział cztery lata w więzieniu. Po wyjściu na wolność w 1974 wziął udział w wyborach na burmistrza Oakland, zajął w nich drugie miejsce (na dziewięciu kandydatów). Po upadku ruchu Czarnych Panter napisał w 1987 książkę kucharską o nazwie Barbeque'n z Bobbym i przekazywał zyski na różne organizacje społeczne. Na początku lat 90. Seale pojawił się w serialu dokumentalnym dotyczącym zimnej wojny, wspominając wydarzenia w 1960 roku. W 2002 rozpoczął działalność w grupie zajmującej się problemami młodzieży. Był wykładowcą na Black Studies na Uniwersytecie Temple w Filadelfii. W 2006 roku pojawił się w filmie dokumentalnym Ameryka kontra John Lennon, w którym opowiadał o swojej przyjaźni z Johnem Lennonem.